# 格奥尔基·梅杰莱亚
格奥尔基·梅杰莱亚（羅馬尼亞語：Gheorghe Megelea，1954年3月14日—），罗马尼亚男子田径运动员。他曾代表罗马尼亚参加1976年夏季奥林匹克运动会田径比赛，获得男子标枪铜牌。